# Los Naranjos (Chiriquí)
Los Naranjos es una localidad situada en el distrito de Boquete en Panamá. Con una población de Póblación 4.596 habitantes (2010), se localiza al norte de Bajo Boquete y en este se encuentra parque como el Volcán Baru y el Parque internacional La Amistad. Destaca la producción de café y hortalizas.

## Geografía
Atraviesan los ríos Palo Alto, Horqueta, Taylor y Caldera. Y los cerros más importantes son:
- Horqueta (2.000 m)
- Piedra de Lino (1.770 m)
- Pianista (1.772 m)
- Palo Alto (1.650 m)

## Turismo
- Los ladrillos
- Cerro Horqueta
- Sendero Los Quetzales
- Sendero Culebra
- Piedra de Lino
- Volcán Baru
- Palo Alto, producción de café orgánico.